# João de Deus Mena Barreto
João de Deus Mena Barreto (Porto Alegre, 30 luglio 1874 – Rio de Janeiro, 25 marzo 1933) è stato un generale e politico brasiliano, fra i componenti della giunta che governò il Paese nel periodo durante il quale Washington Luís fu deposto.